# Ческе Брезово
Ческе Брезово (словац. České Brezovo, угор. Csehberek) — село, громада в окрузі Полтар, Банськобистрицький край, центральна Словаччина. Кадастрова площа громади — 38,57 км². Населення — 498 осіб (за оцінкою на 31 грудня 2017 р.). Протікає річка Полтариця.
Перша згадка 1435 року.

## Географія
Протікає річка Половно

## Населення
| Рік:            | 1994. | 2004.    | 2014.   | 2024.    |
| --------------- | ----- | -------- | ------- | -------- |
| Кількість осіб: | 983   | 492      | 505     | 435      |
| Різниця:        |       | -49,94 % | +2,64 % | -13,86 % |

| Рік:            | 2023. | 2024.   |
| --------------- | ----- | ------- |
| Кількість осіб: | 441   | 435     |
| Різниця:        |       | -1,36 % |